# Vergangenheitsbewältigung

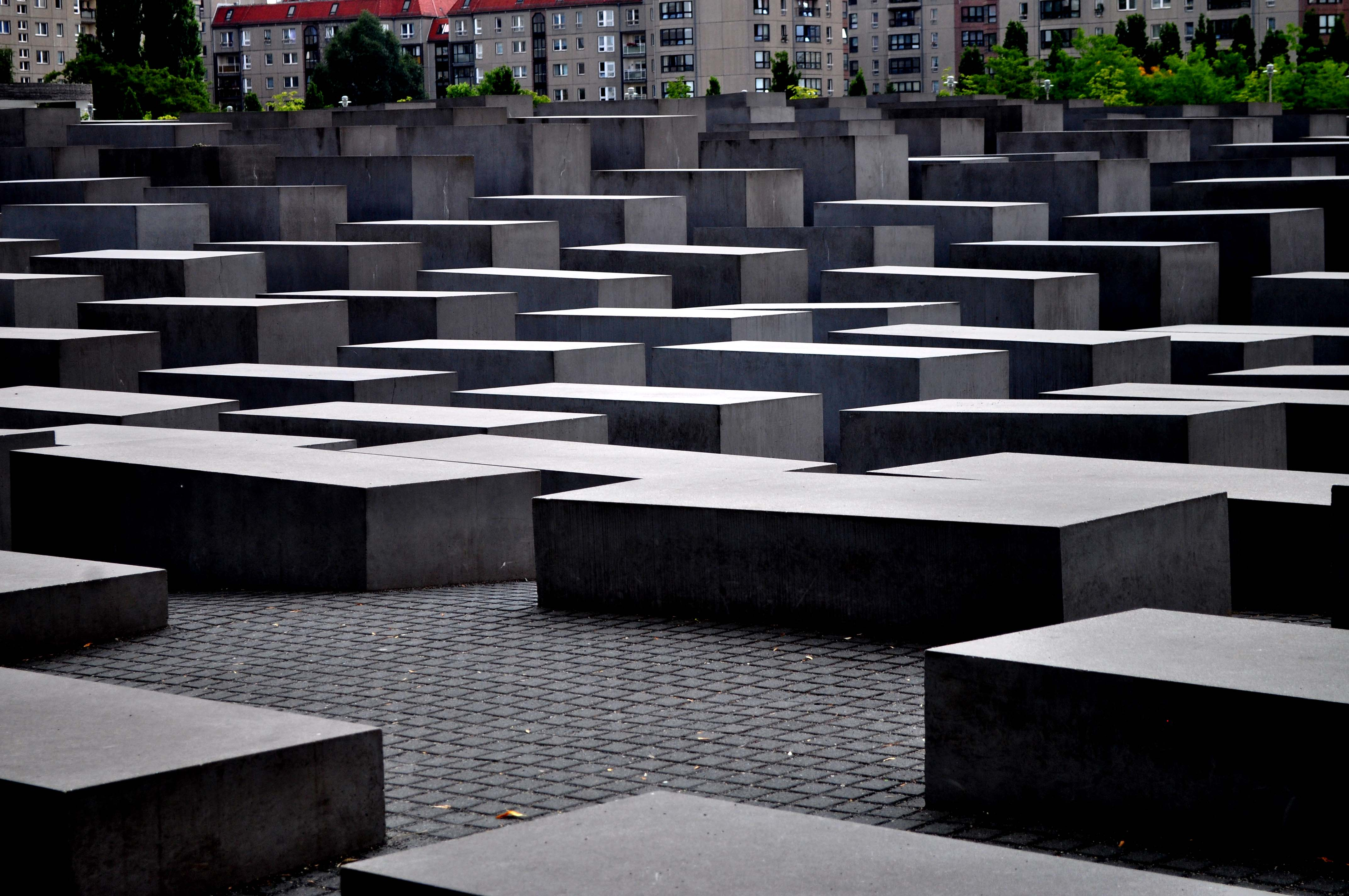
Le Mémorial de l'Holocauste a Berlin

La Vergangenheitsbewältigungpolitik [fɛɐ̯ˈɡaŋənhaɪtsbəˌvɛltɪɡʊŋ] est une politique menée depuis la dénazification en Allemagne.

## Étymologie
Le mot est formé sur les mots Vergangenheit (passé) et Bewältigung (action de surmonter, accomplissement d'une tâche). Le mot Geschichtsaufarbeitung (travail sur l'histoire) en est un synonyme approché.
Vergangenheitsbewältigung, « traitement du passé », peut être traduit par « travail de mémoire ».